# Lauren Bell
Lauren Bell, née le 6 octobre 1999, est une coureuse cycliste britannique, originaire d'Écosse. Elle est spécialiste des épreuves de vitesse sur piste.

## Biographie
Lauren Bell est active dans le cyclisme depuis 2017. Elle étudie les sciences du sport à l'Université Napier d'Édimbourg.
En 2020, elle devient double championne de Grande-Bretagne sur le 500 mètres et le keirin. Elle établit durant ces championnats deux nouveaux records écossais sur 500 mètres (34,305 secondes) et sur 200 mètres (11,202 secondes avec un départ lancé). Aux championnats d'Europe sur piste espoirs (moins de 23 ans) de 2021, elle remporte l'argent en vitesse par équipes avec Blaine Ridge-Davis et Emma Finucane. En octobre 2022, elle remporte sa première médaille mondiale en décrochant le bronze de la vitesse par équipes aux mondiaux de Saint-Quentin-en-Yvelines, avec Sophie Capewell et Emma Finucane. 
En 2022, elle participe aux Jeux du Commonwealth à Birmingham, où elle se classe sixième du 500 mètres et dixième du keirin et de la vitesse. L'année suivante, elle est vice-championne d'Europe (avec Emma Finucane, Katy Marchant et Sophie Capewell) et vice-championne du monde de vitesse par équipes (avec Sophie Capewell et Emma Finucane).

## Palmarès sur piste

### Championnats du monde
| Épreuve / Édition              | 500 mètres | Vitesse par équipes |
| Saint-Quentin-en-Yvelines 2022 | 12e        | Bronze              |
| Glasgow 2023                   |            | Argent              |

### Coupe des nations
- 2023
  - 3e de la vitesse par équipes à Jakarta
- 2024
  - 1re de la vitesse par équipes à Adélaïde
- 2025
  - 2e de la vitesse par équipes à Konya

### Championnats d'Europe
| Épreuve / Édition        | 500 mètres | Keirin | Vitesse individuelle | Vitesse par équipes |
| Apeldoorn 2021 (espoirs) | 6e         |        |                      | Argent              |
| Munich 2022              | 9e         | 16e    | 14e                  | 7e                  |
| Granges 2023             | 6e         |        |                      | Argent              |
| Heusden-Zolder 2025      |            |        |                      | Argent              |

### Championnats de Grande-Bretagne
- 2020
  -  Championne de Grande-Bretagne du 500 mètres
  -  Championne de Grande-Bretagne du keirin
- 2024
  -  Championne de Grande-Bretagne du keirin
  -  Championne de Grande-Bretagne de vitesse
- 2025
  -  Championne de Grande-Bretagne du keirin
  -  Championne de Grande-Bretagne de vitesse
  -  Championne de Grande-Bretagne de vitesse par équipes